# Gegants vells de la Casa de la Caritat o del Carnaval de Barcelona
En Rodanxó i la Rodanxona són els Gegants vells de la Casa de la Caritat o del Carnestoltes, una parella de gegants barcelonina construïda vers el 1859. Pertanyen a la Diputació de Barcelona, encara que els té cedits a l'Institut de Cultura de Barcelona i els gestiona la Coordinadora de Colles de Gegants i Bestiari de la Ciutat Vella.

## Història
La parella de gegants data de mitjan segle xix i fou la primera que es construí amb una finalitat exclusivament lúdica, festiva i laica. La primera aparició pública de què es té constància correspon a les festes del carnestoltes del 1859, quan pertanyien a la Societat Carnavalesca del Born.
L'any 1872, la Societat es va dissoldre i els gegants van ser cedits al soci Joan Riera. Finalment, el 1891 la família Riera els donà a la Casa de la Caritat de Barcelona perquè en poguessin gaudir els nens orfes. A partir d'aleshores, en Rodanxó i la Rodanxona participaren en tota mena de celebracions a la ciutat, especialment a la processó de Corpus de la Casa de la Caritat.
Cal destacar que a les Festes de la Mercè de 1902 varen participar al Concurs de Gegants, Nanos i Monstros Típichs de Barcelona.
El 1918, els Gegants vells de la Casa de la Caritat van aparèixer per última vegada a les festes de la Mercè, abans de ser desats al magatzem de la institució, pel mal estat de conservació en què es trobaven.
Després de molts anys tancats, el 1987 la Diputació de Barcelona va decidir de recuperar-los. Se'n va encarregar la restauració al mestre imatger Domènec Umbert i se cediren al Centre de Documentació i Museu Tèxtil, que els va fer sortir unes quantes vegades, però ben aviat tornaren a quedar arraconats.
El 1997 es recuperaren definitivament i des d'aleshores se n'ocupa la Coordinadora de Gegants i Bestiari de la Ciutat Vella, que els porta a trobades i cercaviles de les diades barcelonines més singulars, com per Corpus, per Santa Eulàlia i per la Mercè. Així mateix, presideixen, juntament amb els gegants nous, la Mostra de Gegants de Barcelona que es fa cada any per la Mercè. Fa uns quants anys també es va recuperar el costum de treure'ls per carnestoltes, festa que els era pròpia en la primera etapa d'activitat.
Quan no surten, els Gegants vells de la Casa de la Caritat es poden visitar al Palau de la Virreina, on són exposats permanentment.